# 232 S
Les 2-232 S 1 à 4 étaient des locomotives à vapeur de type Hudson. Elles furent étudiées pour la Compagnie des chemins de fer du Nord ; la création de la SNCF mit le projet en sommeil et celui-ci ne ressortit qu'en 1940.

## Genèse
Ces machines étaient nées du désir d'avoir des machines plus puissantes et moins onéreuses que les Pacific. En 1935, l'OCEM sous la houlette de Marc de Caso étudia donc une machine capable de remorquer un train de 200 à 500 t à des vitesses comprises entre 160 et 200 km/h. Le projet ne put aboutir du fait de la formation de la SNCF et ce fut la division des études des locomotives (DEL) qui se chargea de le finaliser.
La commande fut passée en 1938 à la SACM qui ne put achever aucune machine au vu des circonstances. Ce fut l'atelier du dépôt de La Chapelle, qui sera le récipiendaire de toute la série des 232 qui terminera le travail entre avril et juillet 1941.

## Description
La chaudière employée fut celle d'une Mountain avec une pression de 20 kg/cm2 et un foyer de type « Belpaire ». Le train de roues était du type des Pacific, moyennant un essieu porteur supplémentaire du fait de l'augmentation du poids car l'on voulait garder une machine ayant un empattement moins long que celui des 241. Contrairement aux 2-232 R 1 à 3, le moteur employé était à quatre cylindres HP/BP compound et la distribution se faisait à l'origine par soupapes à cames rotatives système « Dabeg ».
La mauvaise tenue observée en service de la distribution Dabeg à cames rotatives (mauvaise tenue des soupapes et tiges de soupapes, rupture des bielles d'attaque du mécanisme) a nécessité son remplacement en 1954 par une distribution à soupapes à cames oscillantes d'un type semblable à celui des Pacific du type : 2-231 E, mais dimensionnée différemment. C'est-à-dire que le mécanisme d'entraînement des arbres à cames oscillantes est constitué par une coulisse de Walschaert (distribution Walschaert) et la même coulisse commande les soupapes d'admission et d'échappement des 2 cylindres du même côté. Comme les distributions HP/BP sont liées, le changement de marche à portée du mécanicien a donc dû être modifié en conséquence pour substituer au changement de marche séparé une commande conjuguée.

## Utilisation et services

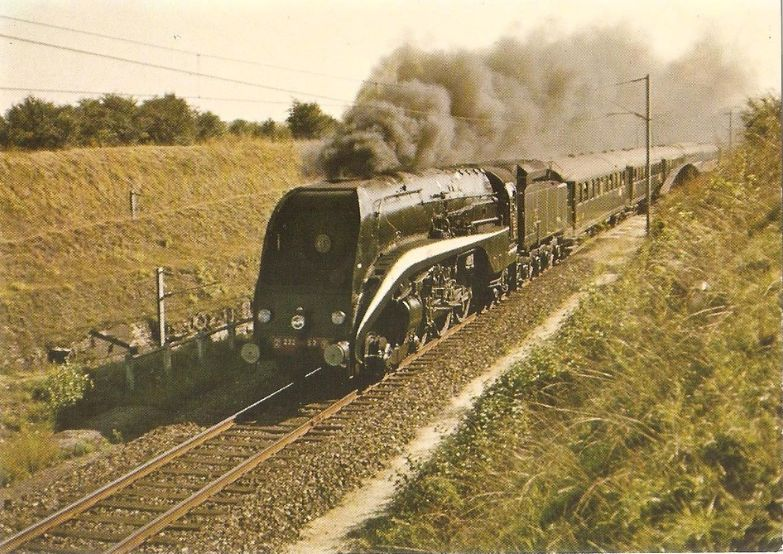
232 S en tête d'un train voyageurs.

Les 2-232 S 3 et 4 furent dirigées vers la région Sud-Est pour des essais effectués sur la section de Laroche-Migennes à Dijon et les 2-232 S 1 et 2 rejoignirent les 2-232 R sur la ligne Paris-Nord - Lille. Mais, du fait des restrictions de l'époque, les essais ne permirent pas d'obtenir toutes les données souhaitées. Si les quatre machines furent épargnées par la guerre, en étant garées au dépôt de Mitry pour trois d'entre elles, elles n'en nécessitaient pas moins des travaux de remise en état pour pouvoir à nouveau rouler. Ce fut chose faite pour les 2-232 S 4 et 2 en fin 1945 et, pour les 2-232 S 1 et 3, au milieu de 1946. Elles furent affectées au Dépôt de La Chapelle avec leurs sœurs 232.
Les 232 S furent réaffectées avec la 2-232 R 1 à la ligne Paris - Aulnoye - Jeumont à la suite de l'électrification de la ligne Paris-Nord - Lille, jusqu'à leur radiation le 30 septembre 1961.

## Tenders
Les tenders accouplés furent des tenders à bogies de constructions neuves 2-36 B 1 à 9 construits par C&G Marly lez Valenciennes en 1941. Ils contenaient 36 m3 d'eau et 11,5 t de charbon en lieu et place des 38 m3 d'origine Nord prévus initialement. La réduction de la capacité en eau par rapport aux 38 m3 dont ils sont issus est due au chargeur mécanique (stoker) qui réduit le volume de la soute à eau de 2 m3. Les tenders 36 B furent également accouplés aux locomotives 232 R et 232 U 1.

## Caractéristiques
- Surface de grille: 5,18 m2
- Surface de chauffe:  m2
- Surface de surchauffe:  m2
- Nombre d'éléments:
- Nombre de cylindres: 2 HP et 2 BP
- Diamètre cylindres HP: 460 mm
- Course pistons HP: 700 mm
- Diamètre cylindres BP: 680 mm
- Course pistons BP: 700 mm
- Pression de la chaudière: 21,17 kg/cm2
- Diamètre des roues motrices: 2 000 mm
- Diamètre des roues du bissel:  mm
- Masse à vide:  tonnes
- Masse en ordre de marche: 130,7 tonnes
- Masse adhérente: 66 tonnes
- Longueur hors tout de la locomotive seule: 15,69 m
- Puissance maximum indiquée:  kW
- Puissance maximum à la jante: kW
- Puissance maximum au crochet du tender: 2 502 kW
- Effort de traction maximum:  kN
- Vitesse maxi en service: 140 km/h

Tender:
- Tare du tender:  tonnes
- Capacité en eau: 36 m3
- Capacité en charbon:  tonnes
- Masse du tender en ordre de marche: 84,4 tonnes
- Masse totale locomotive + tender: 215,1 tonnes
- Longueur du tender:  m
- Longueur totale locomotive + tender: 25,615 m

## Modélisme
Les 232 S ont été reproduites à l'échelle HO par la firme Suisse Fulgurex sous forme de modèle haut de gamme en laiton et par l'artisan Railway sous forme de transkit à monter sur une base de 232 U.1 Jouef. 
REE Modèles a annoncé la sortie de la reproduction en HO de la 232 S,et de la 232 R pour 2026, à la suite de la 232 U 1 dont la reproduction est financée par une opération de financement participatif (plateforme Ulule).